# Забелин, Григорий Алексеевич
Григорий Алексеевич Забелин (1912—1962) — советский военнослужащий. Участник Великой Отечественной войны. Герой Советского Союза (1945). Старшина.

## Биография
Григорий Алексеевич Забелин родился в 1912 году в селе Байцетуй Читинского уезда Забайкальской области Российской империи (ныне Шилкинского района Забайкальского края Российской Федерации) в крестьянской семье. Окончил сельскую начальную школу, после чего помогал отцу по хозяйству. В 1935 году семья Забелиных вступила в только что созданный в селе колхоз «Страна Советов», председателем которого Григорий Алексеевич стал незадолго до начала Великой Отечественной войны.

### Участие в Великой Отечественной войне
В ряды Рабоче-крестьянской Красной Армии Г. А. Забелин был призван Шилкинским районным военкоматом 24 декабря 1941 года. На курсах молодого бойца освоил воинскую специальность пулемётчика. В боях с немецко-фашистскими захватчиками пулемётчик Забелин с февраля 1942 года на Западном фронте. Участник в Битвы за Москву. 20 марта 1942 года в бою под Сухиничами Григорий Алексеевич получил тяжёлое ранение. После продолжительного лечения в госпитале его направили на Сталинградский фронт в 5-ю истребительную бригаду и назначили командиром сапёрного отделения отдельного инженерно-минного батальона. В составе 4-й и 4-й танковой армий 5-я истребительная бригада участвовала в оборонительных боях Сталинградской битвы. В ходе контрнаступления советских войск под Сталинградом бригада поддерживала наступление 21-й армии Донского фронта. Во время боёв за Сталинград сержант Г. А. Забелин активно участвовал в минной войне, производил разграждение инженерных заграждений противника, обеспечивал инженерное сопровождение артиллерии своей бригады, ликвидировал завалы, взрывал укреплённые пункты немцев. В Сталинградской битве Григорий Алексеевич получил большой опыт по руководству штурмовыми отрядами и организации их взаимодействия с другими родами войск.
После разгрома немецко-фашистских войск под Сталинградом соединение, в котором воевал Г. А. Забелин, ставшее 1-й гвардейской истребительной артиллерийской бригадой, было передано в состав 5-й ударной армии Южного фронта. Григорий Алексеевич участвовал в Ростовской наступательной операции и боях на реке Миус. При подготовке Донбасской операции отдельный инженерно-сапёрный батальон бригады, производивший разграждение инженерных заграждений противника на линии обороны Миус-фронт, попал в тяжёлое положение. Атакованный превосходящими силами немцев в ночь с 30 на 31 июля 1943 года, батальон в бою у села Дмитровка Сталинской области продемонстрировал образцы стойкости и мужества личного состава. Закрепившись на высотах северо-западнее населённого пункта, он совместно с бронебойщиками отразил многочисленные атаки немецкой пехоты и танков. Измотав противника и нанеся ему существенный урон, батальон удержал занимаемые рубежи до начала наступления. Во время боёв старший сержант Г. А. Забелин заменил выбывшего из строя командира взвода. Под его командованием взвод стойко удерживал позиции, уничтожив до 20 немецких солдат. За отличие в бою в числе других отличившихся воинов батальона старший сержант Забелин был награждён медалью «За боевые заслуги». В первой декаде августа бригада, в которой служил Григорий Алексеевич, была переименована в 5-ю гвардейскую отдельную артиллерийскую противотанковую бригаду Резерва Главного Командования и в составе 51-й армии участвовала в Донбасской операции.
В октябре 1943 года в состав 51-й армии была включена недавно сформированная и укомплектованная преимущественно новобранцами 12-я штурмовая инженерно-сапёрная бригада. Опытный сапёр старший сержант Г. А. Забелин был переведён на должность командира отделения её 57-го отдельного штурмового инженерно-сапёрного батальона. Целью перевода было также усиление партийной организации батальона. Член ВКП(б) с 1941 года, Григорий Алексеевич был также назначен парторгом одной из рот. Со своими бойцами он участвовал в освобождении Мелитополя, затем отличился во время форсирования залива Сиваш в самом конце Мелитопольской операции. В исключительно суровых погодных условиях, находясь по пояс в холодной и сильно заиленной воде, он с отделением 3-9 ноября 1943 года самоотверженно работал на переправе, сделав 12 рейсов и перебросив на южный берег залива 9 артиллерийских орудий и 47 ящиков со снарядами. В апреле — мае 1944 года Григорий Алексеевич участвовал в освобождении Крыма от немецко-фашистских захватчиков.
После освобождения Крымского полуострова войсками 4-го Украинского фронта и Отдельной Приморской армии 12-я штурмовая инженерно-сапёрная бригада была переброшена на 3-й Украинский фронт. Перед началом Ясско-Кишинёвской операции отделению старшего сержанта Забелина было приказано произвести сплошное разминирование на участке предстоявшего наступления в районе населённого пункта Фантына-Маскуй Молдавской ССР. В ночь с 12 на 13 августа 1944 года под обстрелом противника Григорий Алексеевич снял 56 противотанковых мин, личным примером вдохновив своих бойцов на выполнение боевой задачи. В ту же ночь старший сержант Забелин произвёл разминирование переднего края обороны немцев. Находясь в восьми метрах от немецких траншей, в полной темноте он извлёк 16 мин, проделав проход для своей пехоты и танков. В ходе Ясско-Кишинёвской операции 12-я штурмовая инженерно-сапёрная бригада обеспечивала инженерное сопровождение 189-го гвардейского стрелкового полка 61-й гвардейской стрелковой дивизии 37-й армии. Осенью 1944 года старший сержант Г. А. Забелин участвовал в освобождении Румынии и Болгарии.
В сентябре 1944 года 12-я штурмовая инженерно-сапёрная бригада РГК в составе 46-й армии была переброшена на 2-й Украинский фронт и принимала участие в боях на территории Венгрии (Дебреценская и Будапештская операции). Старший сержант Г. А. Забелин особо отличился при штурме города Будапешта. 29 декабря 1944 года во время уличных боев за Будапешт штурмовой отряд старшего сержанта Забелина, двигаясь впереди стрелковых подразделений 108-й гвардейской стрелковой дивизии, захватил хорошо укреплённые здания, расположенные на важной высоте, с которой фашисты прикрывали подступы к реке Дунай, и удерживал их до подхода подкреплений. 30 января 1945 года отряд Забелина в составе пяти сапёров, шести стрелков и одного огнемётчика блокировал и взорвал два четырёхэтажных здания, являвшиеся опорными пунктами обороны немцев, после чего очистил от противника два квартала города, уничтожив 27 и пленив до 100 солдат и офицеров противника. Успешные действия штурмового отряда Забелина позволили пехотинцам 305-го гвардейского стрелкового полка выйти к Дунаю и таким образом расчленить вражескую группировку в Буде. За образцовое выполнение боевых заданий командования на фронте борьбы с немецкими захватчиками и проявленные при этом отвагу и геройство указом Президиума Верховного Совета СССР от 28 апреля 1945 года старшему сержанту Забелину Григорию Алексеевичу было присвоено звание Героя Советского Союза.
На заключительном этапе войны 12-я штурмовая инженерно-сапёрная бригада РГК обеспечивала инженерное сопровождение 6-й гвардейской танковой армии 3-го Украинского фронта в ходе Венской операции. При штурме Вены слаженные действия штурмовых отрядов бригады во многом определили успех прорыва танкистов 46-й гвардейской танковой бригады к центру города.

### После войны
После войны старшина Г. А. Забелин демобилизовался. Вернувшись в родные места, он устроился на работу в транспортную милицию. Служил командиром отделения линейного отдела милиции на станции Чита-1 Забайкальской железной дороги. В мае 1954 года старшина милиции Забелин был направлен Коммунистической партией на укрепление сельского хозяйства области и был избран председателем колхоза им. В. П. Чкалова Шилкинского района Читинской области. Впоследствии также избирался депутатом Читинского центрального районного Совета.
Скончался Григорий Алексеевич 26 июня 1962 года. Похоронен в посёлке городского типа Урульга Карымского района Читинской области, где жил в последние годы.

## Награды
- Медаль «Золотая Звезда» (28.04.1945);
- орден Ленина (28.04.1945);
- орден Красной Звезды (20.12.1943);
- орден Славы 3 степени (20.09.1944).
- Медали, в том числе:

медаль «За боевые заслуги» (08.08.1943);
медаль «За оборону Сталинграда»;
медаль «За победу над Германией в Великой Отечественной войне 1941—1945 гг.»;
медаль «За взятие Будапешта».

## Память
- Именем Героя Советского Союза Забелина Григория Алексеевича названа одна из улиц в посёлке Урульга Забайкальского края.
- С ноября 1984 года Забайкальским УВД на транспорте вручается переходящий приз «Лучшему командиру отделения ЛОВД на Забайкальской железной дороге» и премия имени Героя Советского Союза Г. А. Забелина.

## Документы
- Общедоступный электронный банк документов «Подвиг Народа в Великой Отечественной войне 1941—1945 гг.» Архивировано 13 марта 2012 года.

Герой Советского Союза. Архивировано 15 декабря 2012 года.
Указ Президиума Верховного Совета СССР. Архивировано 21 мая 2013 года.
Указ Президиума Верховного Совета СССР. Архивировано 21 мая 2013 года.
Орден Славы 3-й степени. Архивировано 21 мая 2013 года.
Орден Красной Звезды. Архивировано 21 мая 2013 года.
Медаль «За боевые заслуги». Архивировано 21 мая 2013 года.